# Distrito de Mansa
Mansa (en panyabí: ਮਾਨਸਾ ਜ਼ਿਲਾ) es un distrito de la India en el estado de Punyab. Código ISO: IN.PB.MA.
Comprende una superficie de 2174 km².
El centro administrativo es la ciudad de Mansa.

## Demografía
Según censo 2011, contaba con una población total de 768 808 habitantes, de los cuales 359 887 eran mujeres y 408 921 varones.